# Кастильо, Рене
Рене Кастильо (исп.  René Castillo; род. 7 ноября 1969, Мехико) — мексиканский кинорежиссёр-аниматор.

## Биография
В 19-летнем возрасте переехал в Гвадалахару, где учился в Технологическом институте.

## Творчество
Занимается пластилиновой кукольной анимацией. Два его фильма завоевали множество национальных и международных премий.

## Фильмография
- 1998: Без поддержки / Sin sostén («Серебряный Ариэль», номинация на Золотую пальмовую ветвь, премии за лучший короткометражный фильм на КФ в Гвадалахаре и Сиэтле)
- 2001: До костей / Hasta los huesos (12 премий, включая «Серебряный Ариэль», премию ФИПРЕССИ на МФ анимационного кино в Анси и др.)